# Ритмы головного мозга

ПЭТ-скан здорового головного мозга

Ритмы головного мозга — колебания, выделяемые в общей частотной 
электрической активности головного мозга.

## Общие сведения

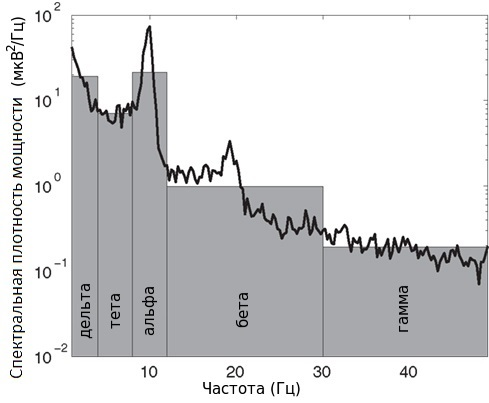
Пример спектра ЭЭГ (чёрный график). Общая мощность каждого ритма равна площади соответствующего серого прямоугольника

Электрические колебания ритмов головного мозга выделяются в общей электрической активности мозга с помощью методов электроэнцефалографии и магнитоэнцефалографии. Кроме ритмов, в такой активности  выделяются потенциалы, связанные с событиями.

## Ритмы

### Гамма-ритм
Гамма-ритм (γ-ритм) — частота колебания выше 30 Гц, иногда достигает 90 Гц, амплитуда обычно не превышает 15 мкВ. Регистрируется в прецентральной, фронтальной, височной и теменной зонах коры головного мозга.

#### Общая характеристика
Обычно очень хорошо наблюдается при решении задач, которые требуют максимального сосредоточения внимания.

### Бета-ритм
Бета-ритм (β-ритм) — частота колебания варьируется от 14 до 40 Гц. Амплитуда колебания обычно до 20 мкВ. В норме он весьма слабо выражен и в большинстве случаев имеет амплитуду 3-7 мкВ. Регистрируется в области передних и центральных извилин. Распространяется на задние центральные и лобные извилины.

#### Общая характеристика
Бета-волны в норме связаны с высшими когнитивными процессами и фокусированием внимания, в обычном бодрствующем состоянии, когда мы с открытыми глазами наблюдаем за происходящими событиями, или сосредоточены на решении каких-либо текущих проблем.
Депрессия бета-ритма. Бета-ритм связан с соматическими, сенсорными и двигательными корковыми механизмами и даёт реакцию угасания на двигательную активацию или тактильную симуляцию. При выполнении или даже умственном представлении движения бета-ритм исчезает в зоне соответствующей активности. Повышение бета-ритма — острая реакция на стрессовое воздействие.

### Альфа-ритм
Альфа-ритм (α-ритм) — частота колебания варьируется от 8 до 13 Гц. Амплитуда 5-100 мкВ, наибольшая амплитуда проявляется при закрытых глазах и в затемнённом помещении. Регистрируется преимущественно в затылочной и теменной областях (зрительных отделах мозга).

#### Общая характеристика
Регистрируется у 85-95 % здоровых взрослых людей. Альфа-ритм связан с расслабленным состоянием бодрствования, покоя. Альфа-волны возникают тогда, когда мы закрываем глаза и начинаем расслабляться.
Депрессия альфа-ритма (недостаток альфа-волн) возникает тогда, когда человек открывает глаза или думает над задачей, которая требует определённых зрительных представлений. При повышении функциональной активности мозга амплитуда альфа-ритма уменьшается вплоть до полного исчезновения. Также может быть признаком беспокойства, гнева, страха, тревоги, вызывающие депрессию; нарушений, связанных в той или иной мере с изменениями в деятельности активирующих систем мозга и, как следствие, с повышенным уровнем активации вегетативной и центральной нервной системы.

### Каппа-ритм
Каппа-ритм (κ-ритм) — частота колебания данного ритма лежит в пределах от 8 до 13 Гц. Амплитуда располагается в промежутке 5-40 мкВ. Регистрация данного ритма происходит в височной области головного мозга.

#### Общая характеристика
Схож по частоте с альфа-ритмом. Наблюдается при подавлении альфа-ритма в других областях в процессе умственной деятельности.

### Мю-ритм
Мю-ритм (μ-ритм) — частота колебания ритма от 8 до 13 Гц. Амплитуда обычно не превышает 50 мкВ. Регистрируется в роландической области, то есть соответственно распределению бета-ритма (локализован в области Роландовой борозды).

#### Общая характеристика
Имеет параметры, сходные с альфа-ритмом, но отличается формой волн, имеющих округлённые вершины и поэтому похожи на арки. Наблюдается у 10-15 % индивидуумов. Связан с тактильным и проприоцептивными раздражениями и воображением движения. Активируется во время умственной нагрузки и психического напряжения.

### Тау-ритм, лямбда-ритм, сигма-ритм
Частота колебания тау-ритма (τ-ритма) лежит в пределах от 8 до 13 Гц, частоты колебания лямбда-ритма (λ-ритма) и сонных веретён совпадают и находятся в пределах от 12 до 14 Гц. Регистрация тау- и лямбда- ритмов происходит в области височной коры головного мозга. Сонные веретёна регистрируются по всей коре головного мозга, однако наиболее выражены в центральных отведениях.

#### Общая характеристика
Тау-ритм отвечает блокадой на звуковые стимулы. Сигма-ритм наблюдается в ЭЭГ, но полностью блокируется в развитой фазе быстрого сна.

### Тета-ритм
Тета-ритм (θ-ритм) — частота колебания данного ритма составляет от 4 до 8 Гц. Амплитуда находится в пределах от 20 до 100 мкВ. Регистрируется во фронтальных зонах и гиппокампе.

#### Общая характеристика
Тета-волны появляются тогда, когда спокойное, расслабленное бодрствование переходит в сонливость. Колебания в головном мозге становятся более медленными и ритмичными. Это состояние называется ещё «сумеречным», поскольку в нём человек находится между сном и бодрствованием. В норме тета-волны связаны с изменением состояния сознания. Часто такое состояние сопровождается видением неожиданных, сноподобных образов, сопровождаемых яркими воспоминаниями. Большинство людей засыпают, как только в головном мозге появляется заметное количество тета-волн.
Тета-ритм связан с поисковым поведением, усиливается при эмоциональном напряжении, часто наблюдается при психотических нарушениях, состояниях спутанности сознания, сотрясениях мозга.
Высокий уровень тета-ритма может показывать состояние сонливости и утомления, что может быть проявлением астенического синдрома, хронического стресса.

### Дельта-ритм
Дельта-ритм (δ-ритм) — частота колебания варьируется от 1 до 4 Гц. амплитуда расположена в пределах 20-200 мкВ (высокоамплитудные волны).

#### Общая характеристика
Дельта-ритм (медленные волны) связан с восстановительными процессами, особенно во время сна, и низким уровнем активации. При многих неврологических и других нарушениях дельта-волны заметно усилены. Избыток усиленных дельта-волн практически гарантирует наличие нарушений внимания и других когнитивных функций. Возникает при естественном и наркотическом сне, а наблюдается так же, как при регистрации от участков коры, граничных с областью, поражённой опухолью.

## Соотношение ритмов
Соотношение активности различных ритмов в мозге позволяет оценить спектральный анализ ЭЭГ. Когда человек возбуждён или насторожен, альфа-волны замещаются низковольтными нерегулярными быстрыми колебаниями. Увеличение бета-активности при снижении альфа-активности может свидетельствовать о росте психоэмоционального напряжения, появлении тревожных состояний (при закрытых глазах). Снижение альфа-ритма, повышение тета-ритма свидетельствует о проявлении депрессии (при закрытых глазах).
Усиление бета-составляющей и одновременное ослабление тета-составляющей эффективно при различных эпилептических синдромах, при синдроме нарушения внимания и гиперактивности, постинсультных нарушениях (спастичность, парезы, плегии), посттравматических синдромах и др.
Тета- и дельта-колебания могут встречаться у бодрствующего человека в небольших количествах и при амплитуде, не превышающей амплитуду альфа-ритма. Патологическими считаются содержание θ и δ,  которые превышают по амплитуде 40 мкВ и занимают более 15 % времени регистрации.